# Auschwitz Protocols
Auschwitz Protocols , Auschwitz Reports  – zbiór raportów naocznych świadków z lat 1943–1944 dotyczących masowej zbrodni, która miała miejsce w obozie koncentracyjnym Auschwitz w okupowanej przez Niemców Polsce w czasie II wojny światowej .

## Geneza
Raporty są zbiorem trzech relacji uciekinierów z obozu w Auschwitz, które w 1944 roku zebrane zostały przez Amerykańską Radę do Spraw Uchodźców Wojennych (ang. United States War Refugee Board) i zarchiwizowane w raporcie liczącym w sumie 121 stron zatytułowanym „German Extermination Camps – Auschwitz and Birkenau” (pol. Niemiecki obóz eksterminacji – Auschwitz i Birkenau) skatalogowanym pod sygnaturą OF 5477 . Zostały one wykorzystane po zakończeniu II wojny światowej jako dokument oskarżenia o sygnaturze 022-L w procesach norymberskich. Raportów z Auschwitz było więcej (m.in. Raporty Pileckiego) jednak zachodniej opinii publicznej najbardziej znane były trzy, które po wojnie nazwano po ang. Auschwitz Protocols.

## Opis
Raporty zostały opracowane przez więźniów, uciekinierów z obozu Auschwitz-Birkenau i prezentowane są w kolejności ich znaczenia z punktu widzenia aliantów zachodnich, a nie w kolejności chronologicznej. Autorami raportów byli: Rudolf Vrba i Alfred Wetzler (Vrba-Wetzler raport), Arnost Rosin i Czesław Mordowicz (raport Rosin-Mordowicz) oraz Jerzy Tabeau („raport polskiego majora”). Pełne raporty zostały opublikowane po raz pierwszy w tej formie przez Amerykańską Radę do Spraw Uchodźców Wojennych (ang. United States War Refugee Board) 26 listopada 1944 pod tytułem Niemieckie obozy zagłady-Auschwitz i Birkenau  . Zostały one później przedłożone jako dowody w procesie norymberskim pod nazwą dokument nr 022-L, a znajdują się obecnie w archiwach Wojennej Rady do Spraw Uchodźców w Presidential Library and Museum Franklina D. Roosevelta w Hyde Parku w Nowym Jorku  .
Za twórcę terminu oficjalnie uznaje Randolpha L. Brahama, który użył go w 1981 roku w dokumencie opisującym politykę ludobójstwa oraz deportację Żydów z Węgier . W zależności od różnych źródeł termin „Auschwitz Protocols” jest różnie stosowany. Czasami używany jest tylko w odniesieniu do raportu Vrby-Wetzlera. Encyklopedia Holokaustu wymienia dwa raporty Vrby-Wetzlera oraz uznawany za dodatek do niego raport Rosina-Mordowicza, zupełnie pomijając przy tym raport Jerzego Tabeau.
Raporty doprowadziły do ujawnienia zachodniej opinii publicznej w 1944 prawdy o przeznaczeniu obozu Auschwitz-Birkenau. 16 czerwca przedstawił je amerykański rząd, a trzy dni później omówiło je na swojej antenie radio BBC. Zawartość protokołów została także szczegółowo przedstawiona przez „The New York Times” w dniu 26 listopada 1944 roku.

## Zawartość
- Raport Vrba-Wetzler, wraz ze szkicami liczący ok. 40 stron. Napisany około 24 kwietnia 1944 roku, przez dwóch słowackich Żydów, uciekinierów z Auschwitz – Rudolfa Vrbę oraz Alfreda Israela Wetzlera. Uciekli oni z Auschwitz 7–11 kwietnia 1944 roku[8]. Ich raport został nazwany „Nr 1. Obóz zagłady w Auschwitz” oraz „Oświęcim Birkenau na Górnym Śląsku”.
- „Raport polskiego majora”, liczący 19 stron, napisany przez Jerzego Tabeau, który osadzony był w Oświęcimiu pod pseudonimem Jerzy Wesołowski. Uciekł on wraz z Romanem Cieliczko w dniu 19 listopada 1943 roku. Zoltán Szabó pisze, że Tabeau skompilował swój raport pomiędzy grudniem 1943, a styczniem 1944. Był on kopiowany w Genewie przy użyciu maszyny do pisania i w sierpniu 1944 roku dystrybuowany przez Rząd RP na uchodźstwie[9]. Raport został przedstawiony w protokołach jako „No 2. Transport (Relacja polskiego majora)”.
- Raport Rosina-Mordowicza zawierał siedem stron napisanych przez słowackich więźniów Arnosta Rosina oraz Czesława Mordowicza, którzy uciekli z Auschwitz w dniu 27 maja 1944 roku[8]. Został on przedstawiony jako dodatek do raportu Vrba-Wetzler.